# آرئال (ریو دو ژانیرو)
آرئال (به پرتغالی: Areal) یک منطقهٔ مسکونی در برزیل است که در ریو دو ژانیرو واقع شده‌است. آرئال ۱۱۰٫۹۱۹ کیلومتر مربع مساحت و ۱۲٬۶۶۹ نفر جمعیت دارد و ۴۴۴ متر بالاتر از سطح دریا واقع شده‌است.